# Tom Belsø
 (novembre 2017).
Si vous disposez d'ouvrages ou d'articles de référence ou si vous connaissez des sites web de qualité traitant du thème abordé ici, merci de compléter l'article en donnant les références utiles à sa vérifiabilité et en les liant à la section « Notes et références ».
Tom Belsø, né le 27 août 1942 à Copenhague et mort le 11 janvier 2020 à Rushden, est un pilote automobile danois qui a notamment disputé deux Grands Prix de Formule 1 avec Williams, en 1974. Il est le premier pilote danois de l'histoire de la Formule 1.

## Biographie
Tom Belsø débute en compétition automobile avec des voitures de tourisme, puis passe à la Formule 2 en 1972 au volant d'une Brabham de l'équipe Viking. Son meilleur résultat dans la discipline est une quatrième place au Grand Prix d'Albi qui lui permet de se classer dix-septième du championnat d'Europe de Formule 2. 
En 1973, il engage une Lola en Formule 5000 et dispute quelques courses de Formule 1 hors-championnat. Il se classe ainsi septième de la Race of Champions et huitième  du BRDC International Trophy. Dans le même temps, Frank Williams lui confie une Iso-Marlboro pour le Grand Prix automobile de Suède 1973. Belsø se qualifie en dernière position mais ne prend pas le départ faute de moyen financier (l'argent de ses sponsors n'est pas versé à temps à son écurie).
En 1974, il dispute à nouveau la Race of Champions et, en 1975, le BRDC International Trophy. Il s'engage également en championnat d'Europe Rothmans 5000 1974 de Formule 5000 et remporte la manche de Snetterton, ce qui lui permet de se classer huitième de la compétition.
Il tente à nouveau de qualifier l'Iso de Williams à quatre reprises et y parvient par deux fois. Au Grand Prix automobile d'Afrique du Sud 1974, qualifié en vingt-septième et dernière position, il abandonne dès le premier tour sur casse d'embrayage. Pour son Grand Prix national, il obtient la vingt-et-unième place sur vingt-cinq partant et termine huitième, à un tour du vainqueur Jody Scheckter.
Après sa mince carrière en Formule 1, il poursuit en Formule 5000 et en 1977, se classe cinquième de la série Shellsport 5000 au volant d'une Lola T330-Chevrolet sponsorisée par Radio Luxembourg. Il se tourne enfin vers les courses de voitures de tourisme et, hormis un podium en championnat du Danemark, ne brille plus et prend sa retraite de la course automobile.

## Résultats en championnat du monde de Formule 1
| Saison | Écurie                     | Châssis         | Moteur      | Pneus     | GP disputés | Points inscrits | Classement |
| ------ | -------------------------- | --------------- | ----------- | --------- | ----------- | --------------- | ---------- |
| 1973   | Frank Williams Racing Cars | Iso-Marlboro IR | Cosworth V8 | Firestone | 0           | 0               | Non classé |
| 1974   | Frank Williams Racing Cars | Iso-Marlboro FW | Cosworth V8 | Firestone | 2           | 0               | Non classé |